# Milicia Nacional (España)

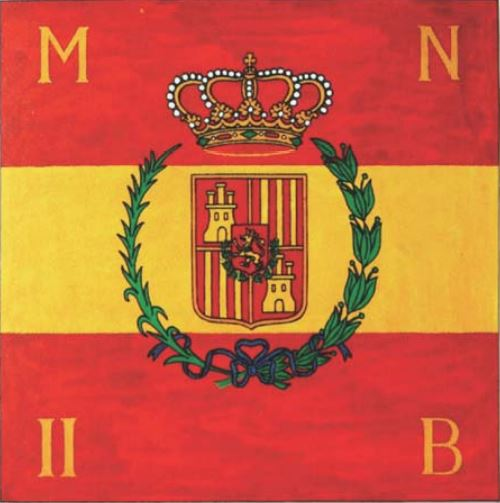
Bandera de la Milicia Nacional de Zaragoza (1820-1823, 1836-1843)

En España la Milicia Nacional era un cuerpo de ciudadanos armados que tenían el propósito de mantener el orden público y defender el régimen constitucional. Fue establecida por la Constitución de 1812 aprobada por las Cortes de Cádiz. Abolida en 1814 por Fernando VII cuando restauró la monarquía absoluta, fue restablecida durante el Trienio Liberal (1820-1823) y de nuevo abolida durante la Década Ominosa (1823-1833) también por Fernando VII. Durante el reinado de Isabel II la Milicia Nacional fue uno de los principales motivos del enfrentamiento entre el Partido Moderado, que proponía su disolución y su sustitución por un cuerpo profesional (la Guardia Civil), y el Partido Progresista, que defendía su mantenimiento. La Milicia Nacional fue abolida definitivamente por el régimen de la Restauración.
Surgió cuando se produjo «el derrumbe del sistema judicial y policial del Antiguo Régimen» como consecuencia de la revolución liberal, pero «este modelo de participación popular en el mantenimiento del orden público desapareció progresivamente durante las décadas siguientes, ante el surgimiento de cuerpos policiales profesionalizados y especializados».
La Milicia Nacional concebida por el liberalismo español se distinguió por tener un doble carácter: constituir un espacio de participación de los ciudadanos en la vida pública y al mismo tiempo ser un instrumento para el mantenimiento del orden y de la seguridad. Como ha destacado Álvaro París Martín refiriéndose al Trienio Liberal, «la Milicia Nacional responde a esta doble lógica. Fue un espacio de orden y de revolución, de control policial y de protesta callejera, de encuadramiento militar y de adquisición de derechos, de defensa de la propiedad burguesa y de desbordamiento popular revolucionario. La milicia protagonizó motines y los reprimió».
Aunque su origen se puede remontar a las milicias de «vecinos honrados» de la Edad Media y a las que existieron con una u otra denominación y estructura desde el siglo XVI, el precedente más inmediato de la Milicia Nacional se encuentra en las Milicias Provinciales organizadas por los Borbones en el siglo XVIII (desde Felipe V hasta  Carlos III y Carlos IV) y en los cuerpos de voluntarios y de milicias que se formaron durante la Guerra de la Independencia.

## Historia

### Cortes de Cádiz
Según Juan Francisco Fuentes, la creación de las nuevas Milicias Nacionales por la Constitución de 1812 probablemente se debió al protagonismo que tuvieron los cuarenta y tres regimientos de las Milicias Provinciales borbónicas, todavía formadas con criterios estamentales, en la lucha contra el ejército napoleónico. La Constitución aprobada por las Cortes de Cádiz diferenciaba las «tropas de continuo servicio», es decir, el ejército regular, (Capítulo Primero del Título VIII «De la Fuerza Militar Nacional») de las «Milicias nacionales» (Capítulo II de dicho Título VIII). Este Capítulo II constaba de cuatro artículos:

Art. 362. Habrá en cada provincia cuerpos de Milicias nacionales, compuestos de habitantes de cada una de ellas, con proporción a su población y circunstancias.
Art. 363. Se arreglará por una ordenanza particular el modo de su formación, su número y especial constitución en todos sus ramos.
Art. 364. El servicio de estas Milicias no será continuo y sólo tendrá lugar cuando las circunstancias lo requieran.
Art. 365. En caso necesario podrá el Rey disponer de esta fuerza dentro de la respectiva provincia; pero no podrá emplearla fuera de ella sin otorgamiento de las Cortes.

En abril de 1814 las Cortes aprobaron el Reglamento pero el golpe de Estado de mayo que restableció el absolutismo hizo que no pudiera aplicarse al quedar abolida la Milicia Nacional y toda la obra de las Cortes de Cádiz, incluida la Constitución. El reglamento aprobado regulaba las prestaciones a las que estaba obligado todo ciudadano, así como la organización de la Milicia. Estaba compuesta por dos armas: infantería y caballería. Los oficiales eran elegidos por la propia tropa. El número de ciudadanos obligados a servir en la Milicia se fijó en 30 por cada 1300 habitantes mayores de 30 años y menores de 50. Cumplían tareas de seguridad, orden y paz en el interior del país.
En la España ocupada por las tropas napoleónicas José I Bonaparte también estableció una Milicia o Guardia Cívica con parecidas atribuciones que las de la Milicia Nacional de la España «patriota».

### Trienio Liberal

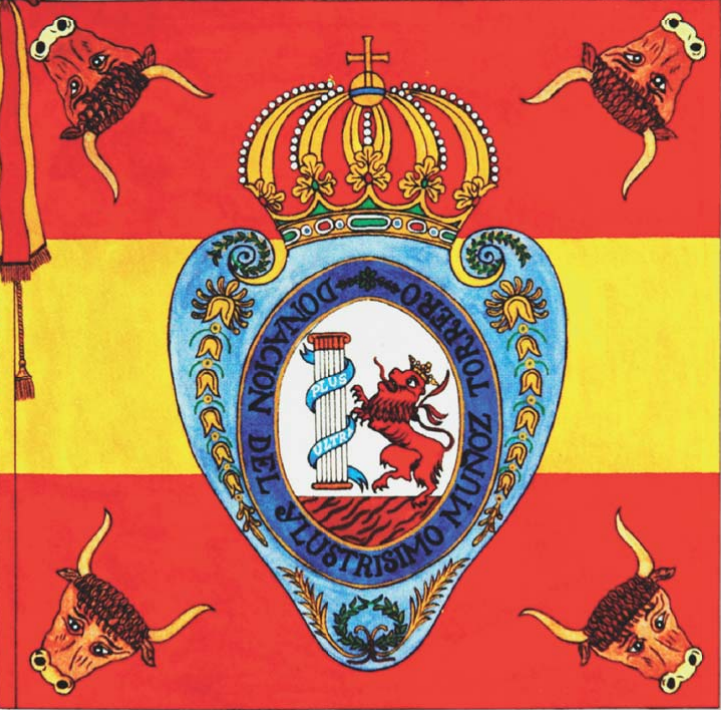
Bandera regalada por el diputado Diego Muñoz-Torrero a la Milicia de Cabeza del Buey, su pueblo natal.

La Milicia Nacional fue restaurada en abril de 1820, al mes siguiente del restablecimiento de la Constitución de 1812, y enseguida tuvo un enorme desarrollo, desempeñando un importante papel político y militar. La fórmula de juramento escogida para entrar a formar parte de ella indica la importante misión que se le asignó:

¿Juráis a Dios defender con las armas que la patria pone en vuestras manos la constitución política de la monarquía, obedecer sin excusa ni dilación a vuestros jefes en cualquier acto del servicio nacional, y no abandonar jamás el puesto que se os confíe?

Pero durante el Trienio Liberal (1820-1823) la Milicia Nacional fue uno de los motivos de enfrentamiento entre los liberales "moderados" y los liberales "exaltados". Estos últimos la quisieron convertir en un instrumento revolucionario, en «la Patria armada», tal como la definió el diputado Juan Romero Alpuente. Un grupo de «individuos amantes de la Constitución» reunidos en La Fontana de Oro la consideraba el «centro de todas las virtudes cívicas y esperanza sólida de la Patria». El diputado exaltado Ramón Adán la calificaba como «único apoyo de la Constitución», «guarda de nuestras libertades» y «contrapeso único a que podría declinar el ejército». Por su parte el diputado y militar Vicente Sancho defendió en las Cortes las ventajas que tenía la Milicia Nacional sobre el ejército regular: «El soldado mientras sirve nada produce...; el miliciano, por el contrario, mientras no se le saque de su casa es un hombre utilísimo y productivo. [...] ¿Quieren ustedes tener un ejército de 160 000 hombres sin Milicia, o de 56 000 hombres como está en el día, con 80 000 milicianos que estarán en sus casas, que trabajarán, producirán y harán la felicidad de sus familias y que no se harán inmorales lejos de ellas?».
Para los moderados, en cambio, la Milicia Nacional era sobre todo un garante del orden público y del orden constitucional (entendidos como sinónimos) y para que fuera una fuerza organizada y eficaz había que atajar los frecuentes actos de indisciplina y de insubordinación. En el Diccionario de las gentes del mundo (1820) la voz Milicia Nacional era definida tal como la entendían los moderados: «Ciudadanos armados. Roca en que se estrellan los enemigos de la libertad civil en España. Garantía de la seguridad pública, dique de los malhechores que han infestado hasta ahora los caminos y las ciudades. La fuerza colosal que presenta una nación armada en masa pone a sus individuos al abrigo de las violencias y el pillaje».
La cuestión clave que separaba a moderados y exaltados era qué clases sociales podían acceder a la milicia. Los moderados lo restringían a los «ciudadanos propietarios» (a «los ciudadanos más interesados en evitar los desórdenes, porque son los que más tienen que perder», como dijo un diputado moderado en marzo de 1821) y la barrera la constituía que sus miembros tenían que costearse el uniforme, mientras que los exaltados se propusieron ampliar su base social haciendo posible el acceso de las clases populares urbanas, para lo que idearon diversas fórmulas (subvenciones, suscripciones, mecenazgos, etc.) para pagar los uniformes a quienes no podían costearlos. La consideración de la Milicia Nacional como baluarte del régimen constitucional se pondría en evidencia en el papel decisivo que desempeñó en la «Jornada del 7 de Julio» que supuso el fracaso del golpe de Estado de julio de 1822.
El 24 de abril de 1820 se aprobó un reglamento provisional de la Milicia Nacional. En él se establecía que los voluntarios que se alistaran debían «uniformarse a su costa», lo que suponía una importante barrera social porque los trabajadores humildes no podían costeárselo ―se calcula que el uniforme podía suponer el equivalente de entre cincuenta y doscientos días del salario de un jornalero―. Este obstáculo intentó ser superado mediante las suscripciones «patrióticas», los empréstitos suscritos por los ayuntamientos (el de Madrid, por ejemplo, contrató uno por valor de 400 000 reales y recibió cientos de solicitudes de artesanos y jornaleros) o el mecenazgo de liberales acomodados. Además en algunos lugares el reglamento fue interpretado por los comandantes y por las autoridades locales de manera laxa para permitir el acceso de los sectores populares.

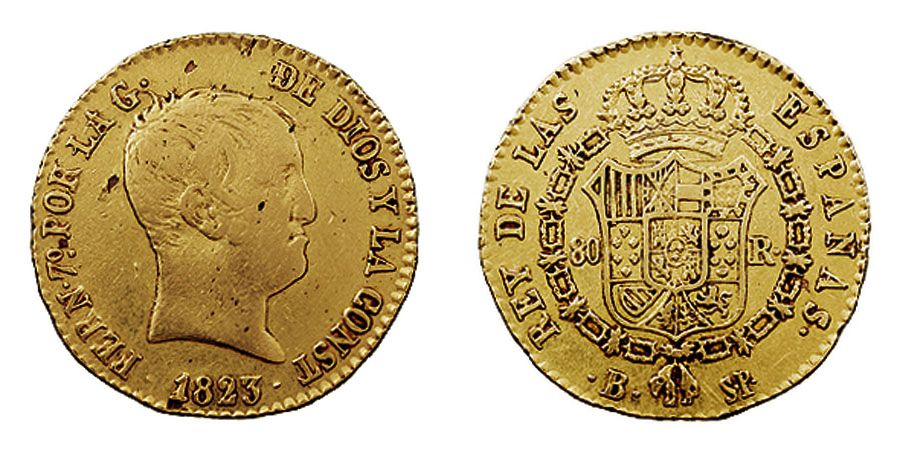
Moneda con la efigie de Fernando VII, «rey de las Españas», «por la Gracia de Dios y de la Constitución».

El 31 de agosto de 1820 las Cortes aprobaron un segundo reglamento provisional, cuya novedad estribaba en que se diferenciaban dos tipos de milicias, la voluntaria y la forzosa (también llamada «Milicia de la Ley»). En esta última quedaban excluidos aquellos varones entre 18 y 40 años que dependieran de un sueldo y además no era necesario el uniforme pues era suficiente con portar la escarapela nacional como distintivo. Sin embargo el proyecto de la milicia «legal» nunca llegó a implementarse ―en general fue rechazada porque fue vista como otra forma de conscripción― por lo que el modelo que se generalizó en la práctica fue el de la milicia voluntaria. De hecho el reglamento adicional del 4 de mayo de 1821 estableció que la milicia fuera ya exclusivamente voluntaria (además de por el rechazo que había suscitado la «Milicia de la Ley» porque esta podría servir para dar armas a los contrarrevolucionarios en un momento en que las partidas realistas estaban creciendo). Las Cortes de 1822, con mayoría exaltada, aprobaron el reglamento definitivo el 29 de junio de 1822 ―que fue promulgado el 14 de julio― con la finalidad de abrir definitivamente la Milicia a las capas populares. Se mantenía el requisito de tener «propiedad» pero se dejaba a interpretación de los ayuntamientos. Además la elección de los oficiales se realizaría mediante el voto secreto de todos los miembros de la compañía, se simplificaba el uniforme para hacerlo menos costoso y se contemplaba la posibilidad de que los ayuntamientos sufragasen el de aquellos milicianos «que tengan las calidades precisas [pero] carezcan de fondos para hacer dichos gastos».
Un rasgo destacado de la Milicia Nacional fue su carácter local, fundamentalmente porque su financiación y armamento dependió de los ayuntamientos, debido a las dificultades por las que atravesaba la Hacienda de la monarquía. Pero también por la presión de los liberales exaltados para que «las milicias dependiesen exclusivamente de los ayuntamientos (elegidos por sufragio universal), intentando que los jefes políticos ―representantes designados por el gobierno central [moderado]― solo pudiesen disponer de ellas en situaciones excepcionales». Por otro lado recibió la sanción religiosa pues muchos de los batallones de la milicia contaban con capellanes que celebraron ceremonias de bendición de las banderas.
Las funciones de policía, vigilancia y control social de la Milicia Nacional les llevaba en ocasiones a actuar fuera de su localidad convirtiéndose así en «la única encarnación concret.a del régimen liberal en muchas zonas rurales», lo que provocó que a menudo los milicianos fueran objeto de ataques por parte de los campesinos descontentos ―los señalaban como «ricos», «judíos» o «republicanos»―. También participó en las campañas contra las partidas realistas ―convirtiéndose en una de sus misiones principales― desempeñando frecuentemente labores represivas contra los absolutistas ―«gente alucinada por los frailes», como les llamaba el periódico exaltado El Eco de Padilla―.

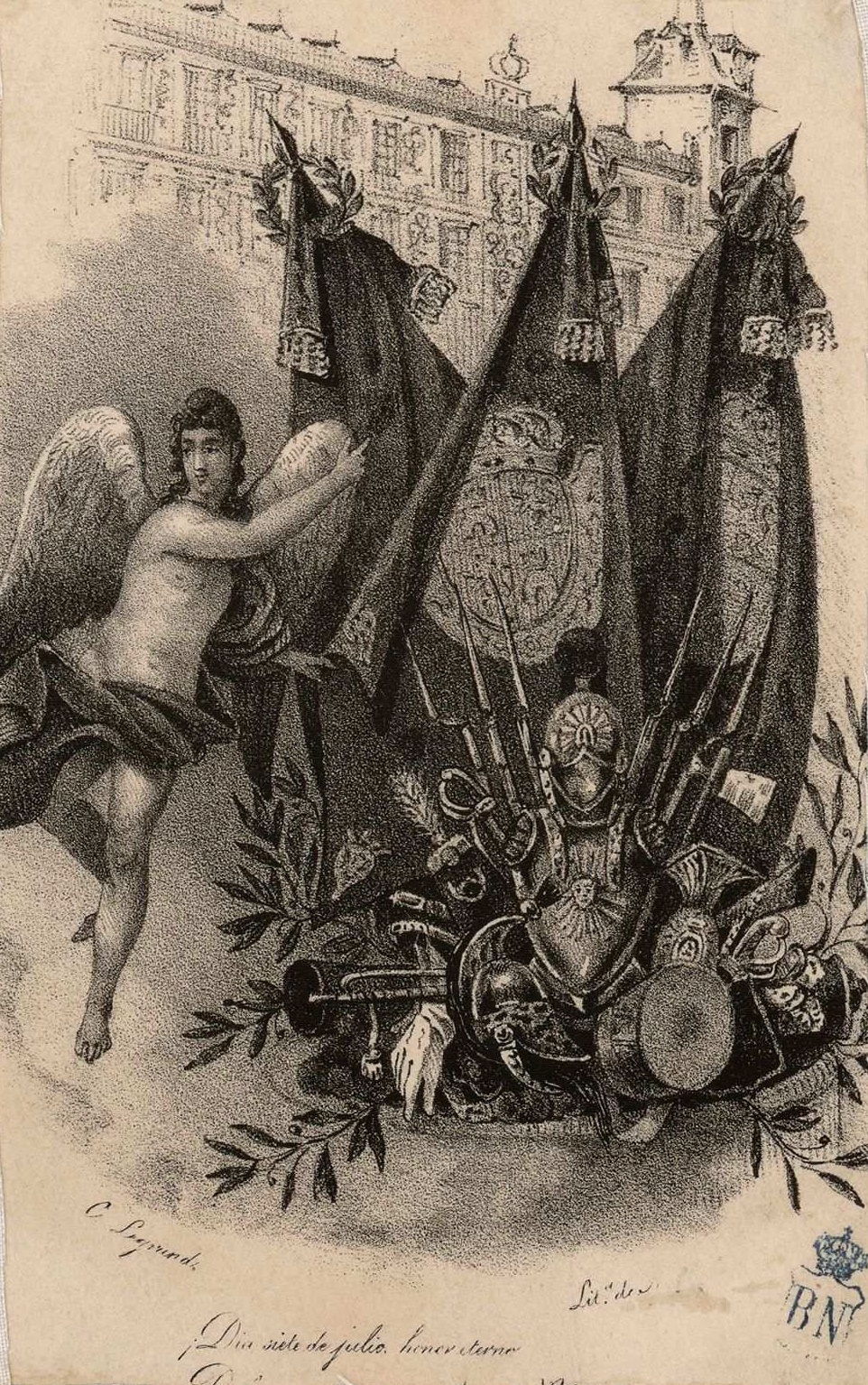
Alegoría del 7 de julio (litografía de Luis Carlos Legrand, Biblioteca Nacional de España). La inscripción dice: «¡Día 7 de julio honor eterno!». La Milicia Nacional tuvo un papel decisivo en la derrota de la Sublevación de la Guardia Real en la histórica «Jornada del 7 de julio» de 1822.

Por otro lado hay que destacar que no todos los que se enrolaban en la Milicia lo hacían por razones «patrióticas» sino que también tenían presente las ventajas que suponía pertenecer a ella: «la exención de quintas, la obtención de una paga los días de servicio, el acceso a cargos y empleos en la administración, etc.». Además, «la participación en las paradas, desfiles, himnos patrióticos y juramentos, les dotaban de un reconocimiento y un sentido de pertenencia colectiva», aunque al significarse públicamente también les exponía «a las venganzas y a la represión». Fue lo que sucedió cuando en 1823 cayó el régimen liberal, siendo señalados con el apodo de negros.
La Milicia Nacional también constituyó un espacio de participación y aprendizaje político ―el más importante junto con la prensa y las sociedades patrióticas― especialmente para los sectores medios y populares, que se implicaron así en la marcha de la revolución liberal. «Frente al súbdito pasivo del Antiguo Régimen, el ciudadano liberal debe implicarse en los asuntos públicos y defender el bien común con las armas en la mano… Las armas servían para hacer cumplir la ley y el orden, pero también para resistir contra la tiranía…». Pero los milicianos también protagonizaron motines y algaradas para presionar a los poderes públicos o para protestar contra ciertas decisiones o por la falta de trabajo o la subida del pan. Por otro lado, los milicianos no tuvieron ningún problema en ejercitar la  «violencia justiciera» frente a la «contrarrevolución» incluso saltándose los límites constitucionales. En el caso de Madrid fueron frecuentes los llamamientos de los exaltados al martillo en referencia a la muerte a martillazos del cura Matías Vinuesa. En el periódico exaltado El Zurriago se publicó una canción titulada El Martillo cuya estrofa final decía:

Cuando pretendan los malvados
el despotismo entronizar
este martillo puede solo
perpetuar la libertad.

Tras la segunda restauración absolutista de 1823 la Milicia Nacional fue suprimida como toda la obra del Trienio incluida la Constitución. Entonces se creó a imagen y semejanza de la Milicia Nacional una milicia de signo contrario: los Voluntarios Realistas, «prolongando una relación entre armas y política que remontaba a la experiencia de 1808». Los absolutistas identificaban la Milicia Nacional con el liberalismo y la Revolución y entre ciertos sectores más radicales se llegó a decir que algunos milicianos nacionales se habían infiltrado en el cuerpo de Voluntarios Realistas. De hecho este cuerpo no era bien visto por las clases acomodadas y por la propia policía de Fernando VII porque pertenecían al mismo muchos proletarios y miembros de la hez del pueblo que se aprovechaban de su uniforme para cometer todo tipo de excesos contra los ricos —tachados de liberales—.

### Reinado de Isabel II
Durante la Regencia de María Cristina de Borbón se creó en 1834 una fuerza denominada Milicia Urbana. El reclutamiento para esta fuerza al principio estuvo circunscrito a las clases propietarias, pero pronto las necesidades de la guerra contra los carlistas hicieron que la base de reclutamiento se ampliara a las clases medias y bajas. 

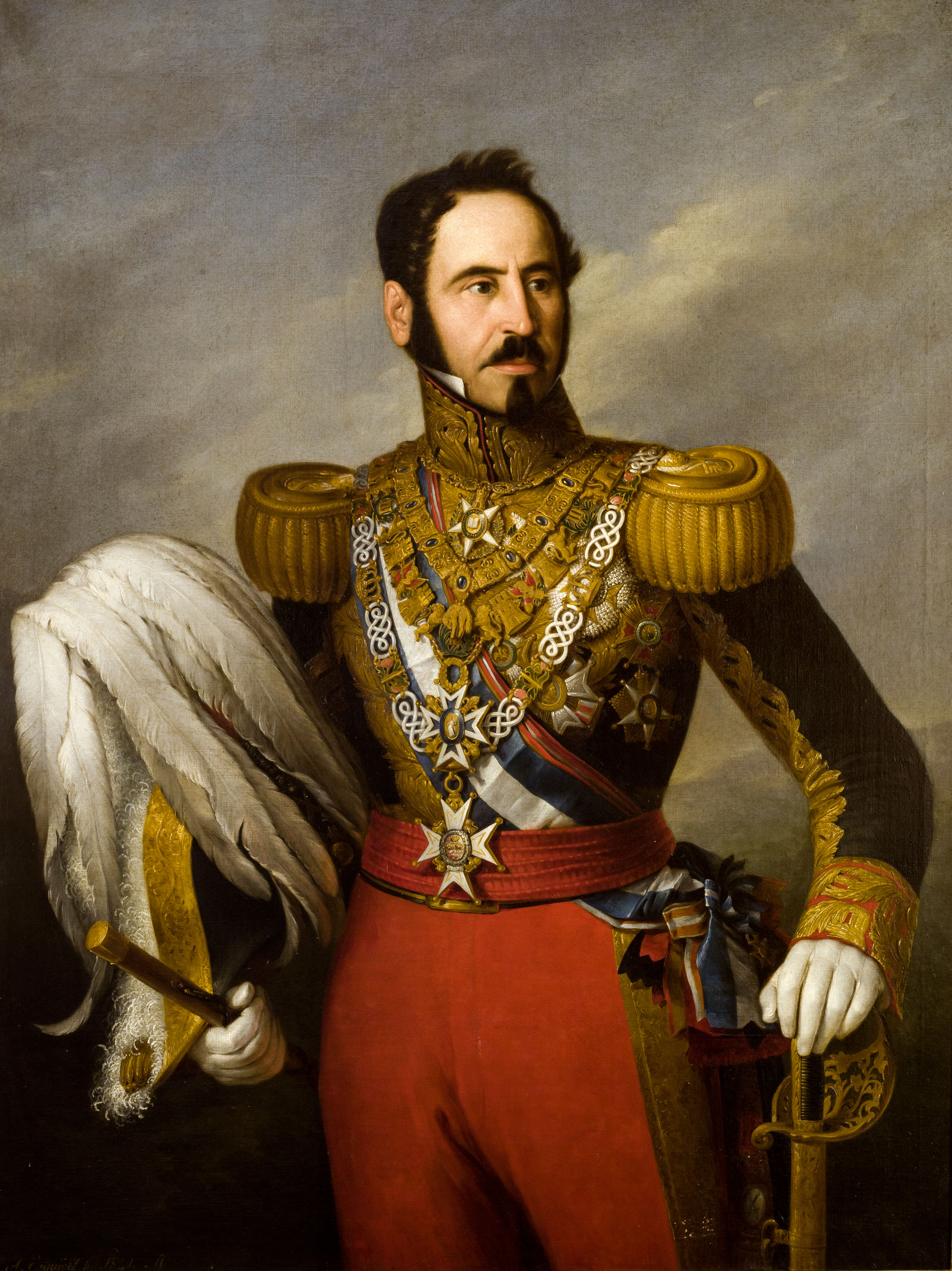
El general Baldomero Espartero en 1841, un año después de haber asumido el cargo de Regente. Espartero era el jefe de filas del Partido Progresista, una de cuyas señas de identidad era la defensa de la Milicia Nacional.

La Milicia Nacional fue reinstaurada tras el motín de la Granja de San Ildefonso de 1836 que obligó a la Regente a restablecer la Constitución de 1812. Los liberales progresistas, herederos de los exaltados del Trienio, se identificaron plenamente con ella y la convirtieron en el principal nexo de unión con sus bases populares urbanas. El progresista J. F. Campuzano afirmó que «en un pueblo libre la Milicia Nacional tiene el carácter de íntima conexión con el mismo pueblo... Forma el conjunto de la parte viril de una nación; es su fuerza toda». Así, la Constitución progresista de 1837, que sustituyó a la de Cádiz, mantuvo la Milicia Nacional refundiendo en su artículo 77 los artículos 362, 363 y 365 de la de 1812: 

Constitución de 1812 
Art. 362. Habrá en cada provincia cuerpos de Milicias nacionales, compuestos de habitantes de cada una de ellas, con proporción a su población y circunstancias.
Art. 363. Se arreglará por una ordenanza particular el modo de su formación, su número y especial constitución en todos sus ramos.
Art. 365. En caso necesario podrá el Rey disponer de esta fuerza dentro de la respectiva provincia; pero no podrá emplearla fuera de ella sin otorgamiento de las Cortes.
Constitución de 1837
Art. 77. Habrá en cada provincia cuerpos de Milicia nacional, cuya organización y servicio se arreglará por una ley especial, y el Rey podrá en caso necesario disponer de esta fuerza dentro de la respectiva provincia; pero no podrá emplearla fuera de ella sin otorgamiento de las Cortes.

Por el contrario el Partido Moderado se opuso frontalmente a la existencia misma de la Milicia Nacional, llevando hasta sus últimas consecuencias las críticas formuladas desde 1823 por los moderados del Trienio, de los que el Partido Moderado era su continuador. Alejandro Oliván escribió en 1824: la Milicia «habría sido una institución utilísima si solamente se hubiese compuesto de propietarios» y no hubiese abierto la puerta a «gentes que lejos de interesarse por el orden, no podían medrar sino en el desorden». Diez años después el marqués de Miraflores sostenía la misma opinión: la Milicia sólo fue útil mientras sus filas estuvieron cerradas «a los proletarios y traficantes de empleos y fortuna». Así en cuanto el Partido Moderado se hizo con el poder en 1844 encabezado por el general Ramón María Narváez disolvió la Milicia Nacional y creó en un cuerpo profesional: la Guardia Civil, cuyo cometido será «proteger a las personas y a las propiedades», según se decía en el preámbulo del decreto fundacional. Además desapareció de la Constitución de 1845, que los moderados aprobaron para sustituir a la progresista de 1837 y que estuvo vigente durante todo el reinado de Isabel II.
A partir de ese momento el Partido Progresista convertirá el restablecimiento de la Milicia Nacional en una de sus banderas políticas. Eso es lo que hará cuando en 1854 vuelva al poder encabezado por el general Baldomero Espartero —en el Manifiesto de Manzanares se mencionaba a la Milicia Nacional— y la incluirán en su proyecto de nueva Constitución —el artículo 85 reproducía literalmente el artículo 77 de la de 1837—. En 1855 el esparterista Joaquín Ruiz Morales en su voluminosa Historia de la Milicia Nacional la llamará el «Ejército del pueblo». Pero los progresistas sólo se mantuvieron en el poder dos años (y su Constitución nunca fue promulgada), así que cuando en 1856 el general O'Donnell al frente de la Unión Liberal puso fin al que sería conocido como el bienio progresista promulgó un decreto que disolvía de nuevo la Milicia. En su largo preámbulo se volvían a esgrimir los argumentos que se venían empleando desde hacía años: que inoculaba «hábitos de disipación y holganza en las clases trabajadoras», que su existencia causaba «disgusto» e «inquietud» en las «clases conservadoras» y que era una institución dominada por «el elemento del proletariado». Hubo resistencia al desarme en algunas localidades.

### Sexenio Democrático y disolución final

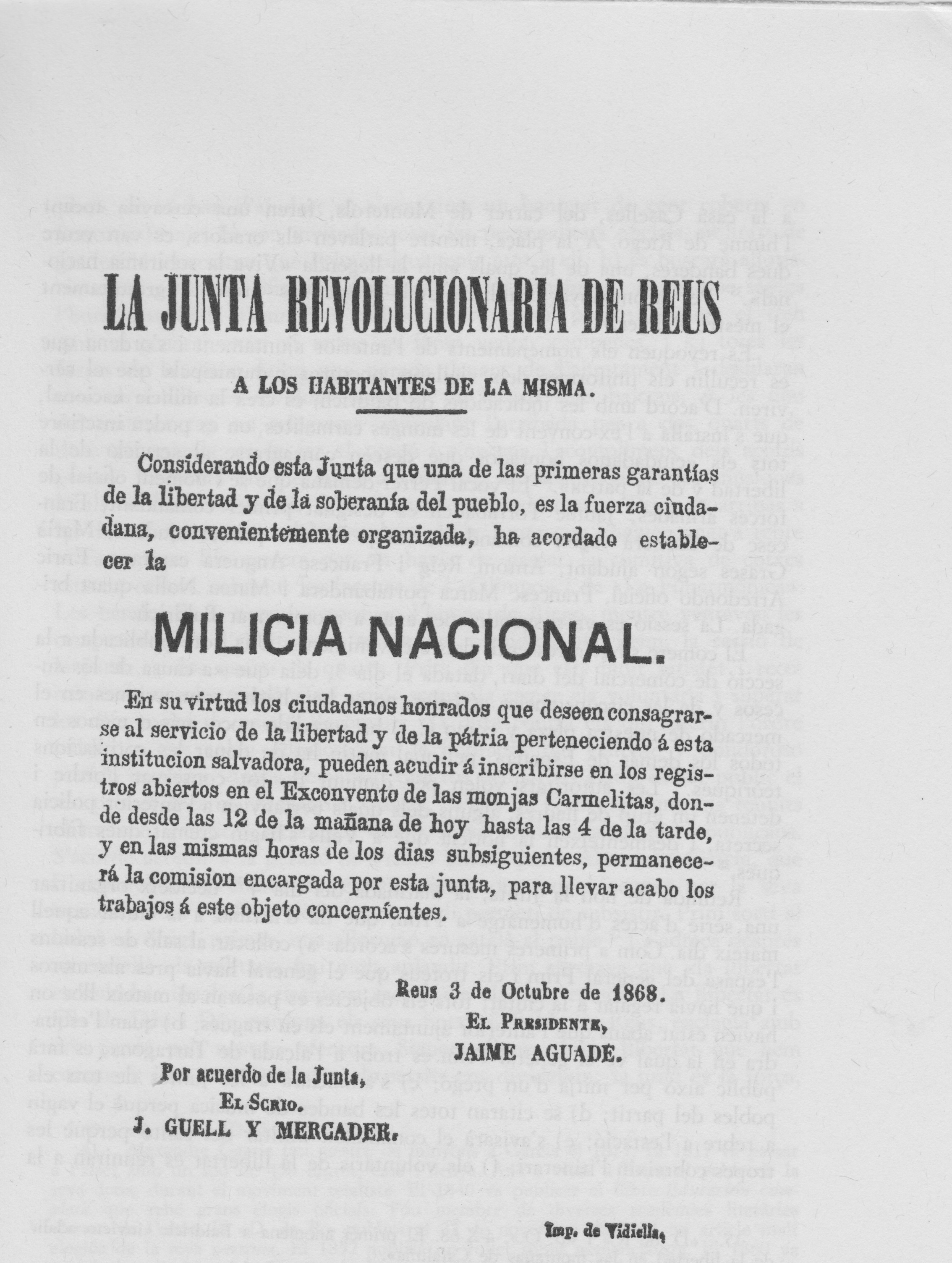
Llamamiento de la Junta Revolucionaria de Reus para la formación de la Milicia Nacional tras el triunfo de la Revolución Gloriosa de 1868.

Con el triunfo de la Revolución Gloriosa de 1868 que puso fin al reinado de Isabel II y dio inicio al Sexenio Democrático, la Milicia Nacional fue restablecida con el nombre de Fuerza ciudadana de los voluntarios de la Libertad. El decreto fue firmado por el nuevo ministro de la Gobernación, Práxedes Mateo Sagasta. Se tomaron precauciones para que fuera un cuerpo formado por «propietarios», pero estas no pudieron evitar que en 1872 la milicia de Madrid contara con un 30 por ciento de jornaleros. Al año siguiente la Primera República Española creaba el cuerpo de Voluntarios de la República que tomó como base el reglamento aprobado en 1822 por las Cortes del Trienio dominadas por los exaltados.
Tras el triunfo de la Restauración borbónica la Milicia Nacional como tal, restablecida formalmente por Emilio Castelar mediante un Decreto de la Presidencia de la Primera República, fue disuelta definitivamente por el gobierno de Cánovas del Castillo en 1876, si bien ciertos comités de voluntarios en el Sexenio Democrático se atribuyeron la herencia de la institución, así como organizaciones de apoyo a la restauración borbónica en España con la llegada de Alfonso XII.
La reivindicación de la Milicia Nacional la mantuvieron los partidos republicanos, para los que «siguió formando parte de sus señas de identidad y de su universo simbólico y sentimental».